# Râle de Colombie
Neocrex colombiana
Espèce
Statut de conservation UICN

 DD  : Données insuffisantes
Le Râle de Colombie (Neocrex colombiana) est une espèce d'oiseaux de la famille des Rallidae.

## Description
Cet oiseau mesure 18 à 20 cm de longueur. Il ne présente pas de dimorphisme sexuel.
Les plumages du juvénile et de l'immature ne sont pas connus.
La voix de cette espèce est également inconnue.

## Répartition
Son aire s'étend à travers le centre du Panama et le long de la côte ouest de la Colombie et le nord de l'Équateur.